# Sr. Chinarro
Sr. Chinarro es un grupo de música sevillano formado en torno a 1990 cuyo único integrante fijo es Antonio Luque (n. 1970).
Su estilo es fundamentalmente indie y sus mayores influencias son grupos ingleses como The Cure, Depeche Mode, Echo and the Bunnymen o New Order. También está influido por artistas españoles como Kiko Veneno, La Dama se Esconde y el cantante sevillano Silvio. Alrededor de Antonio Luque han gravitado las múltiples reencarnaciones de este proyecto, que bien podría considerarse personal. De hecho, es el único miembro del grupo que ha permanecido en él durante la totalidad de sus más de treinta años de existencia. 
El mayor atractivo de Sr. Chinarro son sin duda las letras de sus canciones, compuestas casi en su totalidad por Antonio Luque, a excepción de algunas en los primeros discos. En ellas se combina el surrealismo y el costumbrismo. Metáforas, dobles sentidos, juegos de palabras e imágenes cotidianas se encuentran sin cesar en toda la producción lírica de Antonio Luque.

## Historia
Los orígenes de Sr. Chinarro (cuyo nombre es un homenaje al personaje interpretado por el actor Fernando Chinarro en el programa de televisión El gran circo de TVE) se remontan hasta 1990. En aquel año, Antonio Luque y algunos amigos de Sevilla, entre otros Juan Francisco Morato (ex Bastos), Jesús Franco y Manuel Béjar empiezan los ensayos que germinarán en 1991 con la publicación de la primera maqueta del grupo que contenía 4 cortes. Otra maqueta de dos canciones también sería grabada en aquel año. Durante los primeros años, el grupo formaba parte del Colectivo Karma, una especie de agrupación de los incipientes grupos de indie sevillanos.
Sería con el Colectivo Karma con el que el grupo de Antonio Luque publicase de forma oficial sus primeras canciones. Era el año 1992 y en un disco homónimo del Colectivo aparecían las canciones Escapa amanecer, Campanario y Esquivar. 
Las canciones de Sr. Chinarro llegarán a Madrid, donde son recibidas con algarabía por el fanzine Malsonando. La persona detrás del fanzine es Jesús Llorente, gran conocedor de la escena indie local. Frustrado al ver que no conseguía que ningún sello publicase el trabajo de Sr. Chinarro, sería el propio Llorente quien pusiera los medios para que las canciones salieran al mercado. De esta forma nace Acuarela Discos en 1993 teniendo como primera referencia el EP Pequeño Circo. Desde entonces y hasta 2005 todos los lanzamientos del grupo serían por medio de Acuarela, a excepción de algún sencillo y colaboraciones.
En 1994 el grupo vuela hacia Nueva York para encontrarse con Kramer, famoso productor por cuyas manos habían pasado grupos como Galaxie 500, Low o Bongwater. El resultado del encuentro sería el primer LP del grupo titulado Sr. Chinarro: trece canciones entre las que se incluye una versión de Leave Me Alone de New Order. A pesar del renombrado productor el sonido es oscuro y opaco.
El sencillo Lerele (1995) y el disco Compito (1996) seguirían la senda trazada por el primer disco, aunque el grupo va ganando en matices y profundidad. En 1996 aparece el sencillo de vinilo Ondina dentro del "Club del Single" de Elefant Records; contiene una versión del tema titular de Aviador Dro y otra de La Casa del Misterio de los Ilegales.
La primera gran transformación llega en 1996. Con la entrada de David Belmonte, pintor e instrumentista, el sonido se vuelve mucho más colorista y alegre. Los coros femeninos y las referencias al folclore andaluz son constantes en El porqué de mis peinados (1997) considerado por algunos como la obra magna de Sr. Chinarro. El disco fue escogido por la revista Mondosonoro como uno de los 25 mejores discos en castellano y ocupa el puesto 96 en la lista de Los 100 mejores discos españoles del siglo XX, publicada en 2005 por la revista Rockdelux.
Noséqué-nosécuántos fue publicado en 1998 y continúa por la senda de la fórmula que tan bien había resultado con el anterior LP. Belmonte y las referencias andaluzas siguen ahí pero sería por última vez, ya que el nuevo siglo, deparaba otra vuelta de tuerca.
Tras pasar 1999 casi en barbecho y recomponiéndose de la salida de la formación de Belmonte y de Sandra -la corista- el 2000 llega con el EP La pena máxima bajo el brazo. Además de contener una de las mejores canciones de Antonio Luque hasta la fecha, - la estremecedora Cero en gimnasia-, el EP sirve como anticipo de lo que se avecina. Adiós a la alegría y al aire costumbrista que despedían los discos anteriores y bienvenida a tonos más grises y apagados.
Ya en 2001 llega La primera ópera envasada al vacío. Este es posiblemente el disco más difícil y áspero de toda la producción de Antonio Luque. La música suena cortante y la voz de Luque parece más apagada que de costumbre. Muchos quisieron ver en el LP una aproximación al slowcore de Low y Piano Magic en boga por entonces o incluso al post-rock.
Como complemento a La primera ópera... llegara en 2001 el EP La casa encima y en 2002 otro EP de título La tapia del perejil. El sonido arisco sigue ahí e incluso Antonio Luque se permite el lujo de experimentar con efectos de sonido y samplers hasta ahora inéditos en su discografía. En 2001 se publicó también el recopilatorio Despídete del lago. Las rarezas de Antonio Luque 1993-2001 donde se incluyen caras-b de los sencillos, mezclas diferentes, versiones y canciones inéditas o aparecidas en otros recopilatorios.
La siguiente reinvención del Sr. Chinarro comienza en 2002 con la publicación de su sexto LP de título Cobre cuanto antes. Aunque no es un retorno al pop propiamente dicho se distancia lo suficiente de La primera ópera... para marcar el comienzo de una nueva etapa. La culminación de esta llega con El ventrílocuo de sí mismo (2003) donde las melodías vuelven por la puerta grande. 
Cuanto todo parecía indicar que el destino de Sr. Chinarro estaría eternamente ligado a Acuarela Discos, a finales de 2003 salta la noticia de que el grupo había abandonado su discográfica de toda la vida para pasar a la recién creada El Ejército Rojo, un sello propiedad del grupo granadino Los Planetas en colaboración con la multinacional RCA. Las causas del cambio no son del todo bien conocidas pero es notoria la gran amistad que une a Antonio Luque con los miembros de Los Planetas. Aun así, Acuarela Discos sigue administrando la edición de las canciones del grupo sevillano.
A finales de 2004 empieza la grabación del primer disco del grupo fuera de Acuarela. En ella participan, además de Antonio Luque, otros músicos conocidos de la escena indie española, como Antonio Arias (Lagartija Nick), Pedro Sanmartín (La Buena Vida) y el propio J (de Los Planetas) como corista y productor del disco. Otra colaboración inesperada es la del cantaor Enrique Morente. 
El octavo disco de la banda fue muy diferente al resto. El fuego amigo (2005) es sin lugar a dudas el disco más accesible de toda la discografía de Antonio Luque y cia. La producción es mucho más cuidada que antes y la especial voz de Luque suena inmejorable. El disco fue respaldado unánimemente por la crítica llegando incluso a auparse en lo más alto de las listas de lo mejor del año en algunos medios, como la revista RockdeLux, donde es elegido Disco del Año. Además cuenta con la particular colaboración de Enrique Morente en el tema "El rito".
Para rematar el año 2005 se presenta también el documental sobre el grupo titulado Minutos musicales con el Sr. Chinarro dirigido por Sergio Silva y Mae Molina y estrenado en el CCCB de Barcelona.
En 2006 Sr. Chinarro edita el álbum El mundo según, una continuación de El fuego amigo, en el sello discográfico Mushroom Pillow. Entre las nuevas canciones destacan algunas como "La decoración", "No dispares", "El lejano oeste" o "Esplendor en la hierba", y es elegido, por segundo año consecutivo, Disco del Año por la revista RockdeLux.
En la primavera de 2008 se edita Ronroneando, que sigue la luminosa y muy melódica senda estilística marcada en los dos álbumes anteriores, además de mantener unos textos costumbristas y cada vez menos cifrados. En este disco destacan canciones como "Los ángeles", "Tímidos", "Anacronismo" o "San Antonio".
En 2009 abandonaron la banda Javi Vega, Jordi Gil y Pablo Cabra debido al éxito de Maga, sustituyéndolos Damián Fernández, José Tejada y José María Cantos.

## Discografía

### Álbumes
- Sr. Chinarro 1994. Acuarela Discos
- Compito 1996. Acuarela Discos
- El porqué de mis peinados 1997. Acuarela Discos
- Noséqué-nosécuántos 1998. Acuarela Discos
- La primera ópera envasada al vacío 2001. Acuarela Discos
- Despídete del lago. Las rarezas de Antonio Luque 1993-2001 2001. Acuarela Discos
- Cobre cuanto antes 2002. Acuarela Discos
- El ventrílocuo de sí mismo 2003. Acuarela Discos
- El fuego amigo 2005. El Ejército Rojo
- El mundo según 2006. Mushroom Pillow
- Ronroneando 2008. Mushroom Pillow
- Presidente 2011. Mushroom Pillow
- ¡Menos samba! 2012. Mushroom Pillow
- Enhorabuena a los cuatro 2013 Mushroom Pillow
- Perspectiva caballera 2014 VEEMMM
- El progreso 2016 El Segell del Primavera
- Balones fuera. Epés reunidos (1993-2002) 2017 Mushroom Pillow
- Asunción 2018 Mushroom Pillow
- Colección permanente 2018. Recopilatorio de los 25 primeros años de carrera.
- El bando bueno 2020 Mushroom Pillow
- Reality Show 2022 Mushroom Pillow
- Cal viva 2024 Eclipse Mélodies

### Sencillos y EP
- Pequeño Circo 1993. Acuarela Discos
- Lerele 1995. Acuarela Discos
- Ondina 1996. Elefant Records
- ¿Qué puedo hacer? / Su mapamundi, gracias sencillo conjunto con Los Planetas 1997 Acuarela Discos
- La pena máxima 2000. Acuarela Discos
- Consecuencias de la pena máxima 2000. Sencillo exclusivo para el club de fanes "Mártires de Santa Teresa"
- Tributo a The Cure sencillo conjunto con Migala 2000. Acuarela Discos
- La casa encima 2001. Acuarela Discos
- La tapia de perejil 2002. Acuarela Discos

### Obra escrita
- Había una vez… Señor Chinarro, Muzikalia, de Manuel Pinazo / Chema Domínguez, 2020.
- Exitus, El Aleph, 2012.
- Marchito azar verdiblanco (crónica sentimental de Betis dentro la colección Hooligans Ilustrados), Libros del K.O., Madrid 2012.
- VV.AA.,  Matar en Barcelona (antología de relatos),  Alpha Decay, Barcelona, 2009.
- Antonio Luque, Socorrismo (relatos), Alpha Decay, Barcelona, 2009.